# Alberto Minetti
Alberto Minetti (Ceva, 18 maggio 1957) è un ex ciclista su strada italiano.
Tra i dilettanti partecipò ai Giochi olimpici di Mosca 1980; fu poi professionista nel 1981 con la Famcucine-Campagnolo.

## Carriera
Da dilettante vinse la Milano-Tortona e la Settimana Ciclistica Bergamasca nel 1979 e il Giro delle Regioni nel 1980; fu anche medaglia d'oro ai Giochi del Mediterraneo di Spalato 1979 nella cronometro a squadre in quartetto con Mauro De Pellegrin, Gianni Giacomini e Ivano Maffei. Nel 1980 partecipò ai giochi olimpici di Mosca 1980 nella gara in linea e nella cronometro a squadre.
Passato professionista a inizio 1981 con la Famcucine-Campagnolo capitanata da Francesco Moser, non colse vittorie e fu attivo per soli sei mesi, poiché il 10 agosto 1981 fu vittima di un gravissimo incidente stradale durante un allenamento che lo rese invalido (perse l'uso del braccio sinistro per la frattura totale del plesso brachiale). I migliori piazzamenti furono il secondo posto nella classifica giovani del Giro d'Italia e il quinto posto al Gran Premio Industria e Commercio di Prato.

## Palmarès
- 1979

Milano-Tortona
Classifica generale Settimana Ciclistica Bergamasca
- 1980

4ª tappa Settimana Ciclistica Bergamasca (Brescia > Brescia)
Classifica generale Giro delle Regioni

## Piazzamenti

### Grandi Giri
- Giro d'Italia

1981: 23º

### Classiche monumento
- Milano-Sanremo

1981: 25º

### Competizioni mondiali
- Campionati del mondo

Valkenburg 1979 - Cronosquadre: 7º
- Giochi olimpici

Mosca 1980 - In linea: ritirato
Mosca 1980 - Cronosquadre: 5º